# Otradnoïe (raïon de Priozersk)
Pour les articles homonymes, voir Otradnoïe et Pyhäjärvi.
Otradnoïe (en finnois : Pyhäjärvi Vpl, en russe : Отра́дное) est une localité rurale dans le Raïon de Priozersk de l'oblast de Léningrad et une gare ferroviaire de la voie ferrée Saint-Pétersbourg-Hiitola, située dans l'isthme de Carélie sur la rive ouest du lac Otradnoye (lac Pyhäjärvi).

## Histoire
Avant la guerre d'hiver et la guerre de continuation, le village était le centre administratif de la municipalité de Pyhäjärvi dans la province de Viipuri en Carélie,  Finlande.
C'est le lieu de naissance de Juhana Toiviainen (1879-1937), Karl Lennart Oesch (1892-1978), Matti Pärssinen (1896-1951), Armas Äikiä (1904-1965) et Nestori Kaasalainen (1915-2016).

## Population avant les guerres
La population finlandaise avant guerres à évolué comme suit:
| Année      | 1880  | 1890  | 1900  | 1910  | 1920  | 1930  | 1940  |
| ---------- | ----- | ----- | ----- | ----- | ----- | ----- | ----- |
| population | 4 642 | 5 183 | 6 120 | 6 951 | 7 762 | 7 855 | 7 450 |

## Établissement des personnes évacuées
Après la guerre de continuation, la population de Pyhäjärvi s'est installée dans les communes suivantes : Huittinen, Hämeenkyrö, Ikaalinen, Jämijärvi, Karkku, Kauvatsa, Keikyä, Kiikka, Kiikoinen, Lavia, Mouhijärvi, Nokia, Parkano, Suodenniemi, Suoniemi ja Tyrvää